# Ербевал
Ербевал (фр. Herbeuval) насеље је и општина у североисточној Француској у региону Шампањ-Арден, у департману Ардени која припада префектури Седан.
По подацима из 2011. године у општини је живело 99 становника, а густина насељености је износила 13,38 становника/km². Општина се простире на површини од 7,4 km². Налази се на средњој надморској висини од 218 метара.

## Демографија
| 1962. | 1968. | 1975. | 1982. | 1990. | 1999. | 2011. |
| ----- | ----- | ----- | ----- | ----- | ----- | ----- |
| 119   | 140   | 110   | 91    | 77    | 79    | 99    |

График промене броја становника у току последњих година